# American Physical Society
A American Physical Society (APS) é uma organização sem fins lucrativos de profissionais em física e disciplinas relacionadas, compreendendo quase cinquenta divisões, seções e outras unidades. Sua missão é o avanço e a difusão do conhecimento da física. Publica mais de uma dúzia de revistas científicas, incluindo as mundialmentes renomadas Physical Review e Physical Review Letters, e organiza mais de vinte reuniões científicas a cada ano. É uma sociedade membro do American Institute of Physics. Desde janeiro de 2021, é liderado pelo CEO Jonathan Bagger.

## História
A American Physical Society foi fundada em 20 de maio de 1899, quando trinta e seis físicos se reuniram na Universidade de Columbia para esse fim. Eles proclamaram que a missão da nova Sociedade era "avançar e difundir o conhecimento da física" e, de uma forma ou de outra, a APS tem estado nessa tarefa desde então. Nos primeiros anos, praticamente a única atividade da APS era realizar reuniões científicas, inicialmente quatro por ano. Em 1913, a APS assumiu a operação da Physical Review, que havia sido fundada em 1893 na Universidade de Cornell, e a publicação em periódicos tornou-se sua segunda maior atividade.  A Physical Review foi seguida pela Reviews of Modern Physics em 1929 e pela Physical Review Letters em 1958. Ao longo dos anos, a Phys. Rev. subdividiu-se em cinco seções separadas à medida que os campos da física proliferavam e o número de submissões crescia.
Nos anos mais recentes, as atividades da sociedade se ampliaram consideravelmente. Estimulada pelo aumento do financiamento federal no período após a Segunda Guerra Mundial, e ainda mais pelo aumento do envolvimento público de cientistas na década de 1960, a APS é ativa em assuntos públicos e governamentais e na comunidade física internacional. Também realiza extensos programas em educação, divulgação científica (especificamente divulgação da física) e relações com a mídia. Quatorze divisões e onze grupos temáticos cobrindo todas as áreas de pesquisa em física. Seis fóruns refletem os interesses de seus cinquenta mil membros em questões mais amplas e nove seções organizadas por região geográfica.
Em 1999, a APS Physics comemorou seu centenário com a maior reunião de física de todos os tempos em Atlanta. Em 2005, a APS assumiu o papel principal na participação dos Estados Unidos no Ano Mundial da Física, iniciando vários programas para divulgar amplamente a física durante o 100º aniversário do annus mirabilis de Albert Einstein. Einstein@Home, um dos projetos que a APS iniciou durante o Ano Mundial da Física, é um projeto de computação distribuída contínuo e popular. 

### Confusão de nomes e proposta de mudança
Durante o verão de 2005, a sociedade realizou uma pesquisa eletrônica, na qual a maioria dos membros da APS preferiu o nome American Physics Society. A pesquisa se tornou a motivação para uma proposta de mudança de nome prometida na eleição da liderança naquele ano. Por razões legais, a mudança de nome planejada acabou sendo abandonada pelo Conselho Executivo da APS.
Para promover o reconhecimento público da APS como uma sociedade de física, mantendo o nome American Physical Society, o Conselho Executivo da APS adotou um novo logotipo incorporando a frase "APS Physics".
A APS introduziu um novo logotipo  para substituir o logotipo da APS Physics em 1º de novembro de 2022.

## Periódicos
A American Physical Society publica 17 periódicos internacionais de pesquisa e um site de notícias e comentários on-line de acesso aberto, o Physics.
- Physical Review Letters (PRL): Cartas; pesquisa fundamental em todos os campos da física.
- Physical Review X (PRX): Acesso aberto; física pura, aplicada e interdisciplinar.
- PRX Energy (PRX Energy): Acesso aberto; avanços na ciência e tecnologia da energia.
- PRX Life (PRX Life): Acesso aberto; pesquisa biológica quantitativa.
- PRX Quantum (PRX Quantum): Acesso aberto; avanços na ciência e tecnologia da informação quântica.
- Reviews of Modern Physics (RMP): Revisões e Colóquios; Física fundamental ampla.
- Physical Review A (PRA): Física atômica, molecular e óptica.
- Physical Review B (PRB): Matéria condensada e física dos materiais.
- Physical Review C (PRC): Física nuclear.
- Physical Review D (PRD): Partículas, campos, gravitação e cosmologia.
- Physical Review E (PRE): Física estatística, não linear e da matéria mole.
- Physical Review Research (PRResearch): Acesso aberto; Multidisciplinar.
- Physical Review Accelerators and Beams (PRAB): Acesso aberto; ciência e tecnologia do acelerador.
- Physical Review Applied (PRApplied): Aplicações experimentais e teóricas da física.
- Physical Review Fluids (PRFluids): Dinâmica dos fluidos.
- Physical Review Materials (PRMaterials): Uma revista internacional de amplo escopo para a comunidade multidisciplinar envolvida na pesquisa de materiais.
- Physical Review Physics Education Research (PRPER): Acesso aberto; pesquisa experimental e teórica sobre o ensino de física.

Todos os membros da APS recebem a publicação mensal Physics Today, publicada pelo American Institute of Physics (AIP).

## Programas

### Conferências de graduação em física para mulheres
As Conferências para Mulheres de Graduação em Física da APS são conferências regionais de três dias para graduandos em física. As conferências visam ajudar as mulheres de graduação a continuar na física, proporcionando-lhes a oportunidade de experimentar uma conferência profissional, informações sobre pós-graduação e profissões em física e acesso a outras mulheres em física de todas as idades com quem podem compartilhar experiências, conselhos e ideias.

### Centro de carreira
O site APS Careers in Physics é uma porta de entrada para físicos, estudantes e entusiastas da física obterem informações sobre empregos e carreiras em física. APS Careers in Physics tem um quadro de empregos premiado, oferece conselhos de desenvolvimento profissional por meio de seu site e blog e fornece links para workshops, bolsas e recursos de carreira.

### Visitas ao site do CSWP/COM
A APS tem um interesse de longa data em melhorar o clima nos departamentos de física para minorias sub-representadas e mulheres. O Comitê sobre o Status da Mulher na Física (CSWP) e o Comitê de Minorias (COM) patrocinam programas de visitas a universidades e laboratórios nacionais.